# Di chuyển dân cư ở Liên bang Xô viết

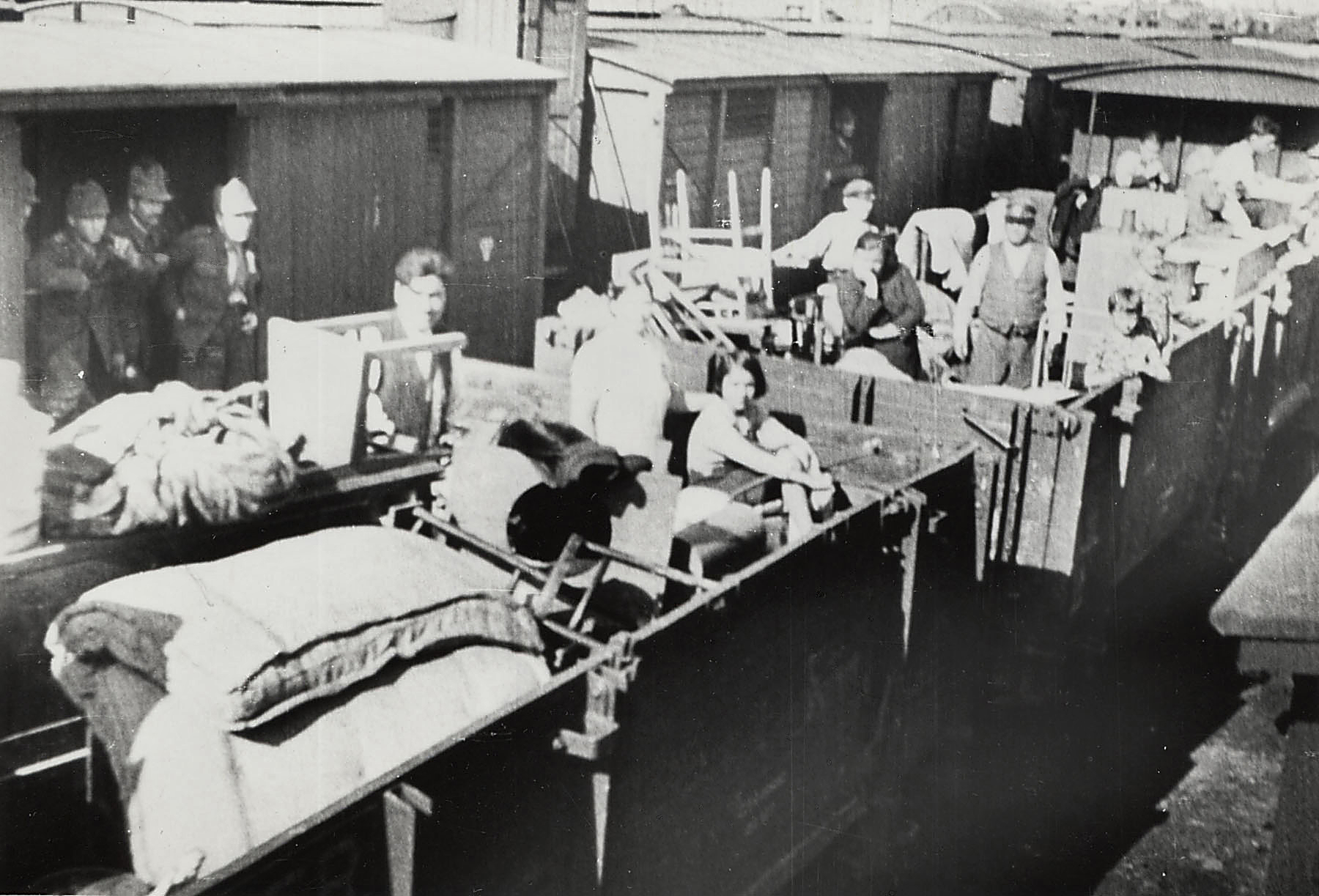
Những người tị nạn România sau khi Liên Xô chiếm đóng Bessarabia và Bắc Bukovina năm 1940

Từ năm 1930 đến năm 1952,theo lệnh của Joseph Stalin và được thực thi bởi quan chức NKVD Lavrentiy Beria, đã cưỡng chế chuyển dân của nhiều vùng khác nhau. Nó có thể được phân thành các loại lớn sau:trục xuất những thành phần dân cư "chống Liên Xô" (thường được coi là "kẻ thù của công nhân"),